# Természet
A természet legtágabb értelmezésében egyenlő a természetes, fizikai vagy anyagi világgal vagy világegyetemmel. A fizikai világra és az életre egyaránt utal. Mérete a szubatomikus szinttől egészen a kozmikus szintig terjed.

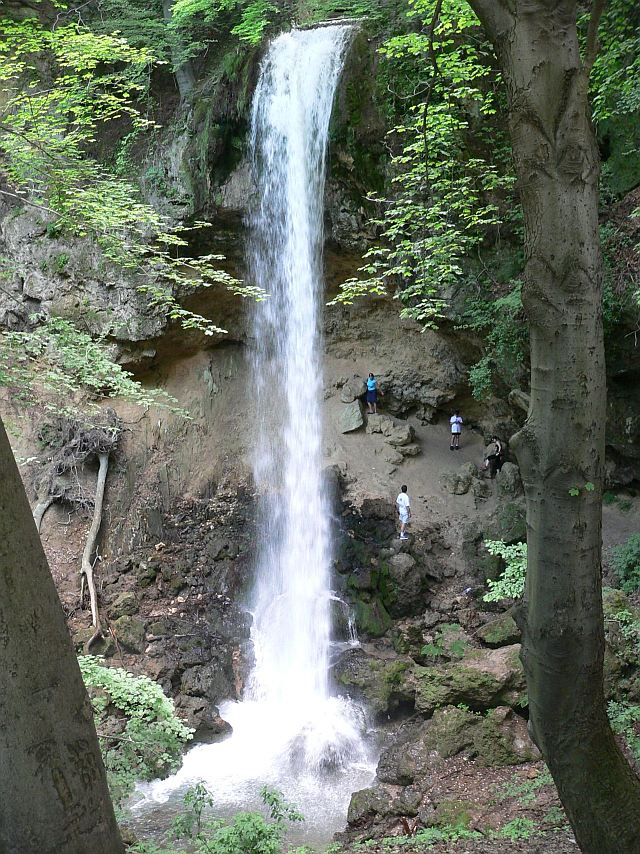
Vízesés Lillafüreden

A természet fogalma, az egész fizikai univerzum jelentésében, az eredeti jelentés kiterjesztésével jött létre; eredete a preszókratikus filozófusokig megy vissza, és a φύσις szó használatából ered, majd azóta egyre stabilabban van jelen a köztudatban. Ez a használati módja az újabb tudományos módszerek megjelenésével párhuzamosan terjedt el az elmúlt évszázadok során.
A szó számos használati módján belül a „természet” manapság egyaránt utalhat geológiai vagy biológiai fogalomrendszerre.
A természet jelentheti élő állatok és növények birodalmát, és bizonyos esetekben élettelen dolgok folyamatait is – azt, ahogy bizonyos képződmények léteznek és folyamatosan változnak, mint például az időjárás vagy földtani folyamatok, és az anyag vagy energia, amelyekből ezek létrejönnek. Gyakran természetes környezet vagy vadvilág értelmében szerepel – mint amilyenek a vadállatok, kövek, erdők, tengerpart és általában az a környezet, amelyet az ember nem alakított át az életvitele megkönnyítése céljából. Például az emberi építményeket és más emberi közbeavatkozást tükröző tárgyakat általában nem tekintik a természet részének – hacsak nem az „emberi természet” vagy a „természet egésze” értelmében szerepelnek.
A természet fogalmának ez a hagyományosabb értelmezése különbséget tesz a természetes és a mesterséges dolgok között, melyben a mesterséges alatt mindazokat a dolgokat értik, amelyeket az emberi tudat, vagy az emberi elme hozott létre. A szövegkörnyezet alapján a „természetes” jelző egyaránt ellentétét jelentheti a természetellenes, természetfeletti vagy mesterséges dolgoknak.

## Föld

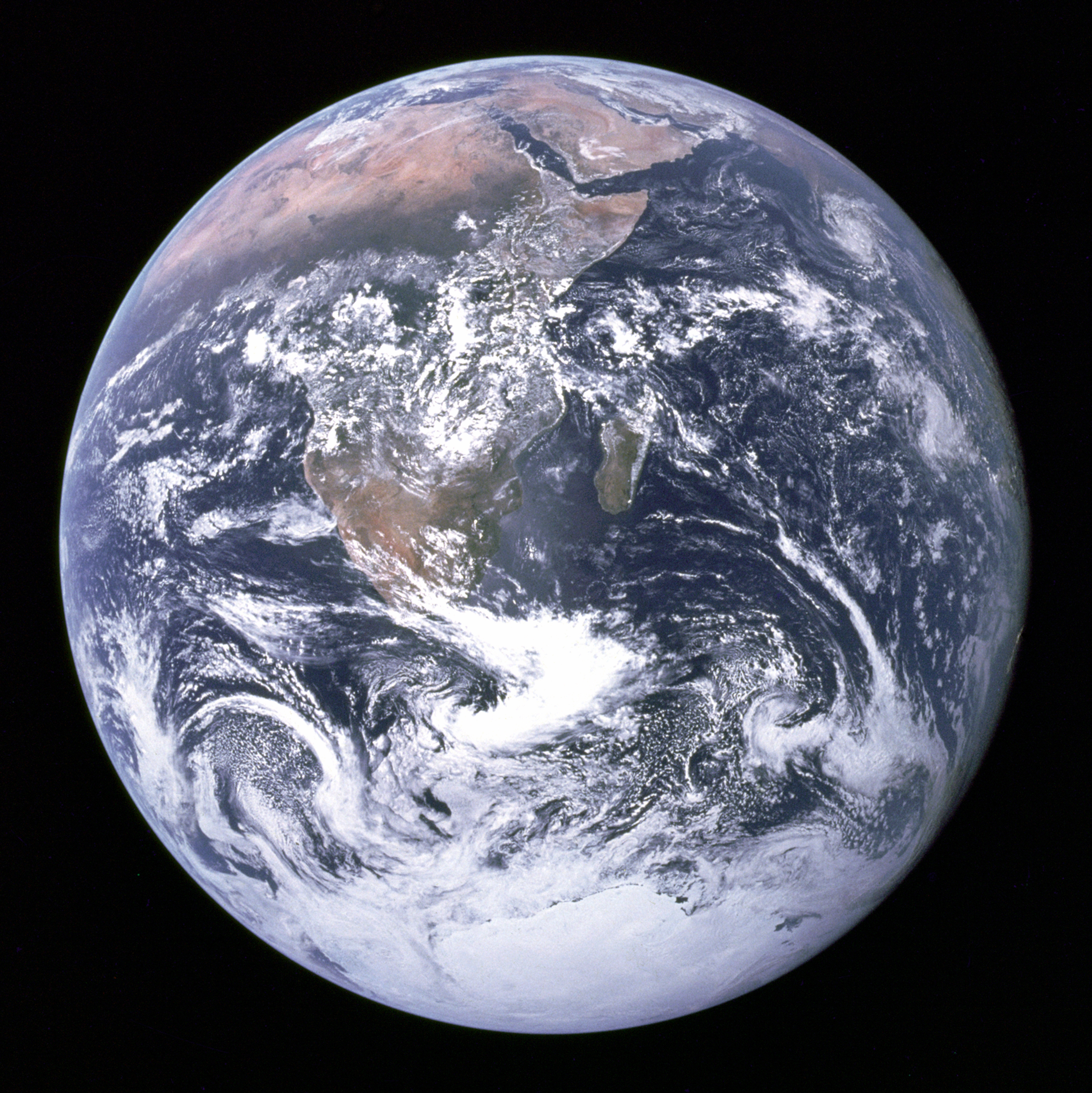
A Föld a világűrből

Jelen tudomásunk szerint a Föld az egyetlen olyan bolygó, amely életnek ad otthont. A Föld számos jelensége a tudományos kutatás tárgyát képezi. Naprendszerünkben ez a Naphoz harmadik legközelebb keringő bolygó, földjellegűek közül ez a legnagyobb, viszont mind közül csupán az ötödik. Legjelentősebb éghajlati zónái a két nagy hideg pólusa, két viszonylag keskeny mérsékelt sáv, és széles trópusi és szubtrópusi régió.
A csapadék mennyisége helyenként változik, évenkénti több métertől egészen a milliméter törtrészéig. A Föld felszínének 71%-a sósvizű óceán. A fennmaradó részt kontinensek és szigetek alkotják, melyeknek nagy része az északi féltekén található.
A Föld geológiai és biológiai folyamatok során fejlődött, amelyek a kezdő állapotok emléknyomait hordozzák magukban. A külső felszín számos folyamatosan vándorló tektonikus lemezre osztódik. A belső rész aktív marad, melyet egy vékony köpenyréteg választ el a vassal megtöltött magtól, amely mágneses mezőt generál maga körül.
A légköri feltételek jelentősen megváltoztak az eredeti körülmények óta, mivel az életformák jelenléte hatással volt erre. Ezek összessége egy ökológiai egyensúlyi állapotot tart fent, amely megszilárdítja a földfelszíni állapotokat. Annak ellenére, hogy az éghajlat a hosszúsági és szélességi köröktől és egyéb tényezőktől függően helyenként más és más, a globális átlaghőmérséklet a jégkorszakok közötti időszakokban viszonylag stabil. Egy-két fok változás a globális hőmérsékletben nagy hatással van az ökológiai egyensúlyra és a Föld jelenlegi földrajzára.

## Geológia
A geológia azon szilárd és folyékony anyag tanulmányozásából kialakult tudomány, amely a Föld bolygót alkotja. A geológia az anyagok összetétele, szerkezete, fizikai tulajdonságai, dinamikája és anyagtani történetleírása területének tudománya, amely a folyamatokat is vizsgálja, amelyek során ezek kialakultak, elmozdultak és megváltoztak. A szakterület a nagy akadémiai területek közé tartozik, és fontos az ásványtani, és geomérnöki terület, illetve az elmúlt idők éghajlatainak megismerése szempontjából.

### Történeti nézőpont

A Pangaea feldarabolódása

Úgy becsüljük, hogy a Föld körülbelül 4,54 milliárd éve keletkezett a Nappal és a többi bolygóval együtt. A Hold körülbelül 20 millió évvel később alakult ki. Kezdetekben olvadt külső burok határolta, majd a bolygó külső rétege megszilárdult. A gázok felszabadulásának következtében és a vulkanikus tevékenység hatására alakult ki a kezdeti légkör. Óceánok alakultak ki és úgy tudjuk, hogy ezekben a kémiai kölcsönhatások következtében egy önmagát sokszorozó molekula alakult ki úgy 4 milliárd évvel ezelőtt.
Kontinensek alakultak ki, aztán széttöredeztek és újraalakították a Föld felszínét évek százmilliói alatt, és egy időben egymásba ágyazódva szuperkontinenst alkottak. Durván 750 millió évvel ezelőtt az első ismert szuperkontinens, Rodinia elkezdett széttöredezni. Később Pannotia és Pangaea alakult ki, mely utóbbi körülbelül 180 millió éve tört darabokra.
Jelentős bizonyíték van rá, hogy egy időben a bolygó nagy részét jég borította. Ezt a feltevést gyakran „hógolyó-Föld” elméletként emlegetik.
Öt különböző tömeges kihalási időszakot élt meg a bolygó, az utolsó ilyen tömeges kihalás 66 millió éve volt, amikor egy meteorit becsapódás a repülni nem képes dinoszauruszok kihalását eredményezte. Az emlősök viszont életben maradtak és nagyobb életteret kaptak emiatt.
Pár millió évvel ezelőtt egy kis afrikai majomfajban kifejlődött a lábra állás képessége. Az emberi élet hajnalán a mezőgazdaság és az emberi civilizációk gyorsabban alakították át a bolygó felszínét. Ezzel nagy hatást gyakoroltak az életformák természetére és mennyiségére egyaránt, ahogyan a globális éghajlatra is.
A jelen korszak egy tömeges kihalási esemény részeként értelmezett, a holocén kihaláséként, amely a leggyorsabb folyamat az összes eddigi közül. Némely tudós úgy véli, hogy az emberi faj bioszférára gyakorolt hatása a ma ismert fajok mintegy felének a kihalásához vezet az elkövetkezendő 100 év során. A jelenlegi kihalási folyamat még mindig kutatás alatt áll, és azt biológusok vitatják meg, számolják át és kutatják szerte a világon.

## Légkör, éghajlat, és időjárás
A Föld légköre kulcsfontosságú tényező a bolygó ökorendszerében. A gázok vékony rétege amely a Földet körbeveszi, a Föld gravitációja miatt marad a bolygó körül. A száraz levegő 78% nitrogén, 21% oxigén, 1% argon és más nemesgáz, de változó mennyiségű vízpárát szintén tartalmaz. A légköri nyomás tenger feletti magassággal együtt változik. A Föld ózonrétege fontos szerepet játszik az ultraibolya sugárzás megszűrésében (UV-sugárzás). 

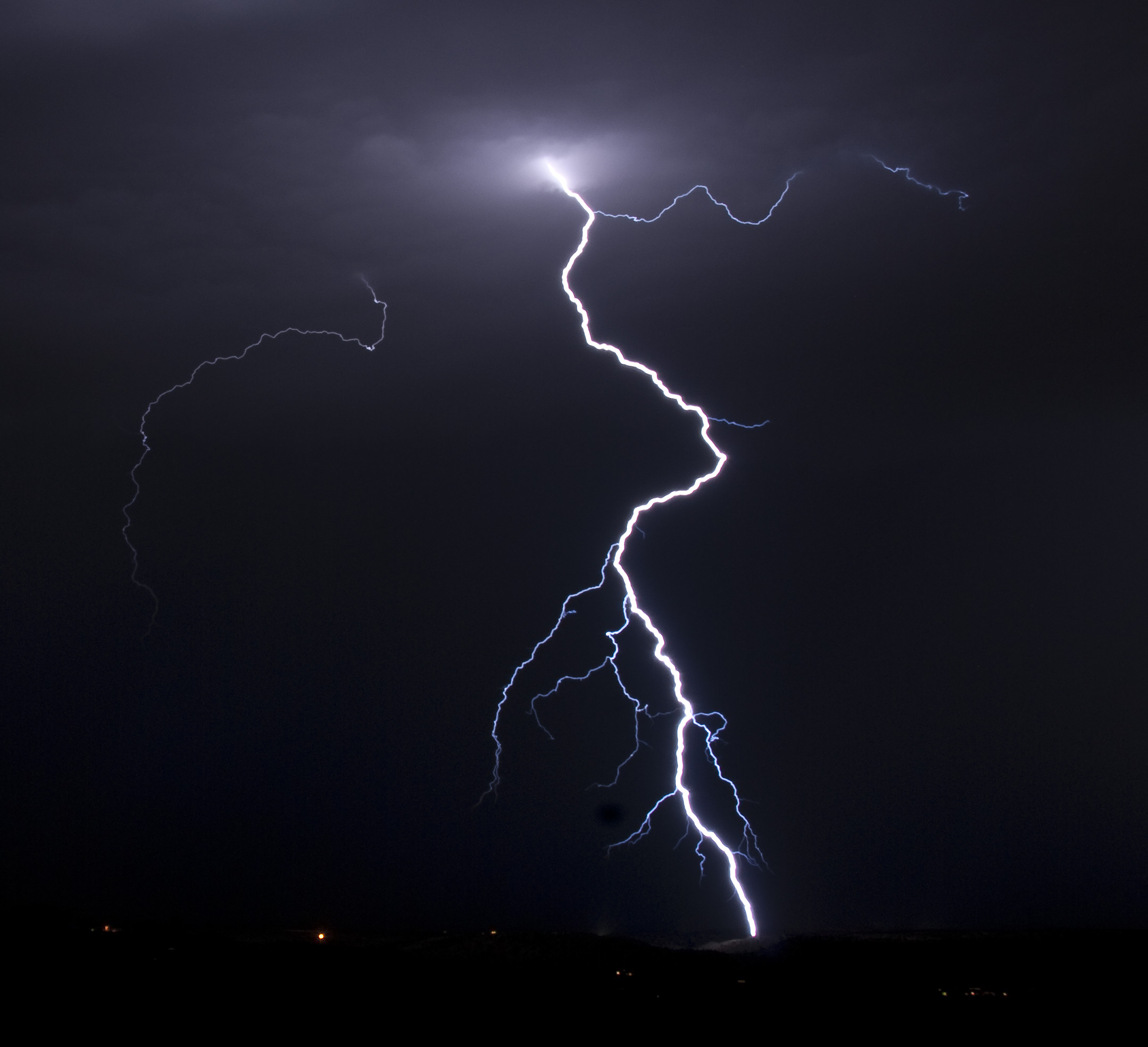
Villám

Mivel a DNS-t az UV-sugárzás roncsolja, ez a rendszer a felszíni életet is megóvja. A légkör szabályozza a hőmérsékletet, emiatt az éjszaka és nappal mért hőmérsékleti szélsőértékek kevésbé szélsőségesek.
A földi időjárás majdnem hogy teljesen a légkör alsó részében történik, és a hőmérséklet szabályozásában jelentős szerepet játszik. Az óceánok áramlásai egy másik fontos összetevőjét jelentik az időjárás meghatározásának. Ezek az áramlások segítenek a hőmérsékleti különbségeket lecsökkenteni a téli és nyári időszakok között a mérsékelt égövi területeken. A hőmérsékleti energiák újraelosztása nélkül a trópusok sokkal forróbbak, a sarki területek sokkal hűvösebbek lennének.
Az időjárás hasznos és káros hatásokkal egyaránt járhat. Az időjárás szélsőséges jelenségei, mint például a tornádók, hurrikánok és ciklonok, nagy mennyiségű energiát terjeszthetnek szét útjuk során, hátuk mögött rombolást hagyva mindenütt. A felszíni életformák az időjárás időszakos változásához alkalmazkodtak, és az olyan hirtelen változások, amelyek akár csak néhány évig tartanak, drámai hatással lehetnek a növényi létformákra és állatokra is amelyek azokkal táplálkoznak.
Az éghajlati területek az időjárás hosszú távú megfigyelése alapján rajzolódnak ki előttünk. Számos tényezőről tudjuk, hogy az éghajlat változásában kiemelt szereppel bír: ilyenek az óceáni áramlatok, a felszín sokszínűsége, a különböző gázok, a Napból érkező megvilágítás változása vagy a bolygó pályája. A történelmi feljegyzések alapján elmondhatjuk, hogy a Föld komoly éghajlatváltozásokon esett át, amely a jégkorszakokat is magában foglalja.
Egy terület éghajlata a szélességi és hosszúsági elhelyezkedésétől is függ. A hasonló éghajlattal rendelkező területek alkotják az éghajlati öveket. Az időjárást az évszakok is befolyásolják, amely jelenség a Föld tengelyének ferdeségéből ered. Így a nyári vagy téli időszakban a bolygó egyik része jobban ki van téve a nap sugarainak. Ez a különbség változik, ahogyan a Föld halad a pályáján. Adott pillanatra vetítve az északi és déli féteke mindig ellentétes évszakokat tapasztal.
Az időjárás egy kaotikus rendszer, amelyet a környezet kis változásai is befolyásolnak, így a pontos időjárás előrejelzés jelenleg csupán néhány napra korlátozódik. Végül is, éghajlati szempontból két dolog történik jelenleg a világon: 1. a Földön mért hőmérséklet átlaga növekedik, és 2. a helyi éghajlatok jelentős változáson mennek keresztül.

## Víz

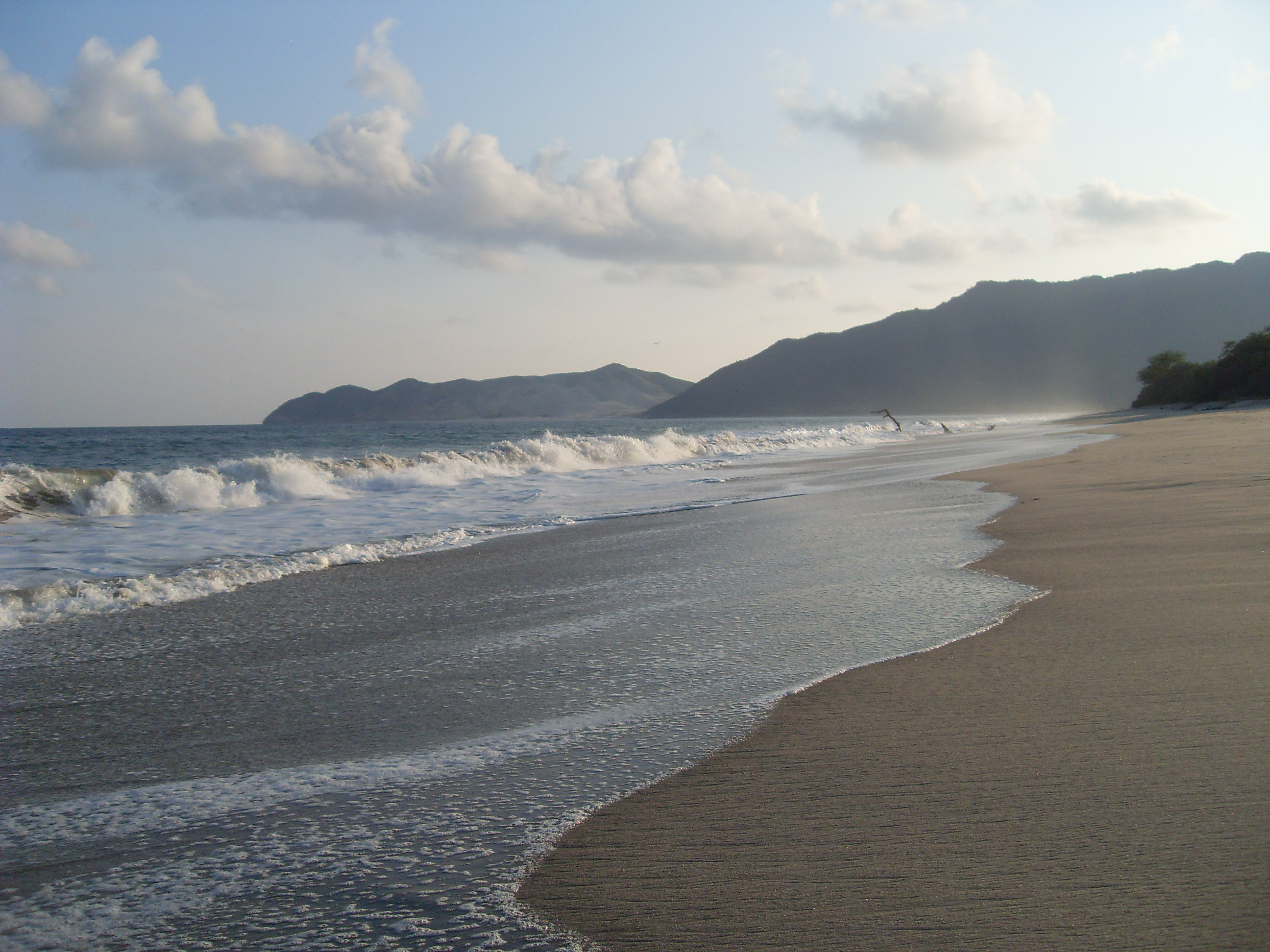
Óceánpart

A víz (lat. aqua) a hidrogén és az oxigén vegyülete, kémiai képlete H2O (dihidrogén-oxid). Olvadáspontja: 0 °C, forráspontja: 100 °C 101,3 kPa nyomáson. Egészen -48 Celsius-fokig túlhűthető. A „víz” megnevezés általában a szobahőmérsékleten folyékony állapotra vonatkozik, szilárd halmazállapotban jégnek, légnemű halmazállapotban gőznek nevezik. Dipólusmolekulák alkotják. A víz egy amfotervegyület, ami azt jelenti, hogy viselkedhet savként és bázisként is.

### Óceánok
Az óceán a kontinensek között elterülő és beltengernek nem tekinthető nagy tengerek valamelyike, azaz világtenger, mely nagy kiterjedésű (több tízmillió km²), nagy átlagos mélységű (több ezer méter), óceánközepi hátsággal és önálló áramlási rendszerrel rendelkezik. A Föld felszínéből 361 millió km² -t fed le, ez az összterület 70,8%-a. Területének több mint a fele 3000 méternél mélyebb.

### Tavak
A tó szárazfölddel körülvett állóvíz. A tavak többsége édesvizet tartalmaz. Természetes tavak a Föld szinte bármely részén kialakulhatnak, de a legtöbb tó az északi félteke magasabb szélességi körein található.

### Folyók
A folyó kifejezés egy természetes víztömeget jelent a szárazföldek belsejében, ami az állóvizekkel ellentétben állandó mozgásban van. A folyók egy forrásból vagy egy tóból erednek és egy másik folyóba, vagy valamely tóba, tengerbe, óceánba ömlenek. Vizük a gravitáció hatására a magasabb területekről az alacsonyabbak felé folyik. A víz mozgási iránya a folyásirány. A folyásirányba nézve bal kéz felől a folyó bal partja, jobb kéz felől pedig a jobb partja van. A folyó medre víz alatt található mélyedés a földben, amelyet víz által szállított hordalék (homok, kavics) borít. A vízhozam a keresztmetszeten egy másodperc alatt áthaladó vízmennyiség.

## Ökológia
Az ökológia a tudományoknak azon ága, amely az élettereket, az élőlények és a környezet kapcsolatait vizsgálja. A kifejezést 1866-ban alkotta meg Ernst Haeckel német darwinista biológus az „öko” (görögül oikosz=„lakás, ház, háztartás”) és a lógia (görögül logosz=„tudomány”) szavakból.
Az ökológia a biológiához, s azon belül az egyed feletti (populáció, társulás, ökoszisztéma, bioszféra) szünbiológiához tartozó, tehát élőlényközpontú tudományág; környezetbiológiának is szokták közhasználatban nevezni. Környezetbiológiai jelenségeket előidéző okokat, kényszerfeltételeket, a jelenségek mechanizmusát és hátterét kutatja. Az ökológia az élőlény populációk és élőlény-együttesek tér-időbeli eloszlásával és az azt előidéző okokkal foglalkozó tudomány. Más vélemények szerint az ökológia az ökoszisztémák működésével foglalkozó tudomány. Az ökológiai vizsgálódások a környezet (hatótényező) és a tolerancia (a fogadóképes tényező; tehát maga az élőlény, pontosabban populáció vagy populációkollektívum) komplementaritásain alapszanak. Az ökológia tehát nem egyenlő a környezettel. Az ökológia nem környezet- vagy természetvédelmet jelöl. A környezet- és természetvédelem csupán felhasználja az ökológiai vizsgálódások egyes eredményeit (természetvédelmi biológia). Az ökológia nem a nagy mindent áthálozó folyamatok ismerője. Egyrészt a valóban „nagy” folyamatok megértéséhez még sok idő kell, másrészt lehet beszélni például ökofiziológiáról (résztudomány), amely az élettani jelenségek (melyek másodpercek alatt lejátszódhatnak) ökológiai hátterét kutatja. Ez a háttér „piciben” lehet jelen, például hogy most süt-e a Nap és milyen mértékben egy árnyas erdő mélyén.
A biológia tudomány fiatal hajtása (tulajdonképpen keresi még a helyét). Mint ilyent igen nehéz jól definiálni. Juhász-Nagy Pál értelmezésében az ökológia azzal foglalkozik, hogy miért nem élhetnek az élőlények bárhol, bármikor, bármekkora számban a Földön. (Ez a Juhász-Nagy Pál-féle metametodológiai quadruplet.)

## Élet
Az élet – a materialista világnézet szerint – az anyag legmagasabb rendű szerveződése, definiálása a természettudományok legnehezebb feladatai közé tartozik. Jelenleg nem rendelkezünk az élet olyan tömör, pontos meghatározásával, amelyet a tudományos közösség egyöntetűen elfogadna, de érdemes megvizsgálni azt a meghatározást, mi szerint az élet nem más, mint a világ fejlődési folyamata. Biológiai értelemben mindenesetre az élet a biológiai rendszerek, vagyis az élő szervezetek létezési módja.
A legkisebb olyan biológiai rendszert, amely már önállóan életjelenségeket mutat, sejtnek nevezzük. A legkisebb olyan biológiai rendszert pedig amelyik más élő rendszerektől függetlenül képes fennmaradni bioszférának nevezzük. Bioszférából jelenleg csak egyet, a földi bioszférát ismerjük, de feltételezzük, hogy máshol is létezhet (lásd: asztrobiológia).

### Evolúció
Az élővilág evolúciója azt jelenti, hogy az élővilág összetétele folyamatosan változik, a fajok folyamatosan átalakulnak, új fajok keletkeznek és kihalnak. A változások egy része esetleges. 

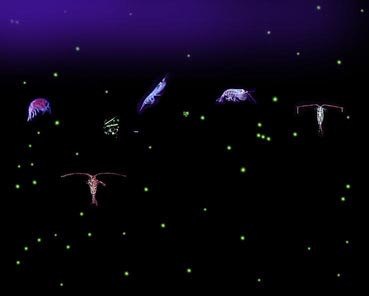
A vízben úszó planktonszervezetek az óceánok ősi lakói

Például fajok tömegei tűnhetnek el természeti katasztrófák (meteoritbecsapódás, eljegesedés, felmelegedés, kiszáradás) hatására. Az evolúciós változások más része adaptív: fajok tömege képződhet „a létért való küzdelem során” például egy-egy terület, élőhely újbóli benépesítésekor.
Az evolúció természetes kiválasztódáson alapuló elméletét először Charles Darwin és Alfred Russel Wallace vetette fel, a fajok eredetének, azaz a divergencia mechanizmusának részletes leírására először Darwin A fajok eredete (1859) című könyvének harmadik és negyedik fejezetében került sor. Darwin és Wallace munkássága alapján a természetes szelekció általi evolúció a tudományos közösségben és a laikus közönség széles körében egyaránt általánosan elfogadott ténnyé vált.
Az 1930-as években a darwini szelekciót és a mendeli öröklődés elméletét a modern evolúciós szintézis foglalta közös keretbe, kapcsolatot teremtve ezzel az evolúció egységei (gének) és az evolúció mechanizmusa (természetes kiválasztódás) között. Ez az erőteljes magyarázó és bejósló erejű elmélet a modern biológia rendezőelvévé, s a földi élet sokszínűségének és történetének tudományos magyarázatává vált.

### Mikroorganizmusok
A mikroorganizmusok vagy mikrobák mikroszkopikus (szabad szemmel nem látható) élőlények. A mikrobiológia foglalkozik a mikroorganizmusok tudományos vizsgálatával. A mikroorganizmusok között akadnak baktériumok, gombák, archaeák és protisták, de a vírusokat és az élettelennek tekintett prionokat általában nem sorolják közéjük. A mikroorganizmusokra gyakran egysejtűekként hivatkoznak, bár akad olyan egysejtű protista, ami szabad szemmel is látható, valamint előfordulnak mikroszkopikus többsejtű élőlények is.
A mikroorganizmusok gyakorlatilag minden olyan helyen előfordulnak a Földön, ahol folyékony víz található, beleértve a mélytengeri hőforrásokat és a földkéreg mélyén található kőzetrétegeket is. A mikroorganizmusok alapvető szerepet játszanak a bioszféra anyagforgalmában, mint lebontószervezetek. Néhány mikroorganizmus a nitrogénkörforgást működteti a légköri nitrogén megkötésével.
A patogén (kórokozó) mikrobák betegségeket okoznak.

### Gombák
A gombák (Fungi) eukarióta sejtekből álló, egy- vagy többsejtű, általában telepes felépítésű, fotoszintetizáló pigmenteket nem tartalmazó, kitintartalmú sejtfallal rendelkező élőlények, melyek az élővilág egy önálló országát alkotják. A gombák a szárazföldi körülményekhez alkalmazkodtak. Táplálkozásuk szerint vagy szaprofiták (azaz korhadékokat, az elpusztult élőlények maradványait fogyasztják), vagymikorrhizásak (gyökérkolonizálóak, azaz a gyökerén keresztül szimbiózisban élnek egy gazdanövénnyel), vagy pedig az élő gazdaszervezetet lebontandó szerves anyagként hasznosító paraziták. Szaporodásuk rendszerint a széllel szállítódó spórákkal történik. 

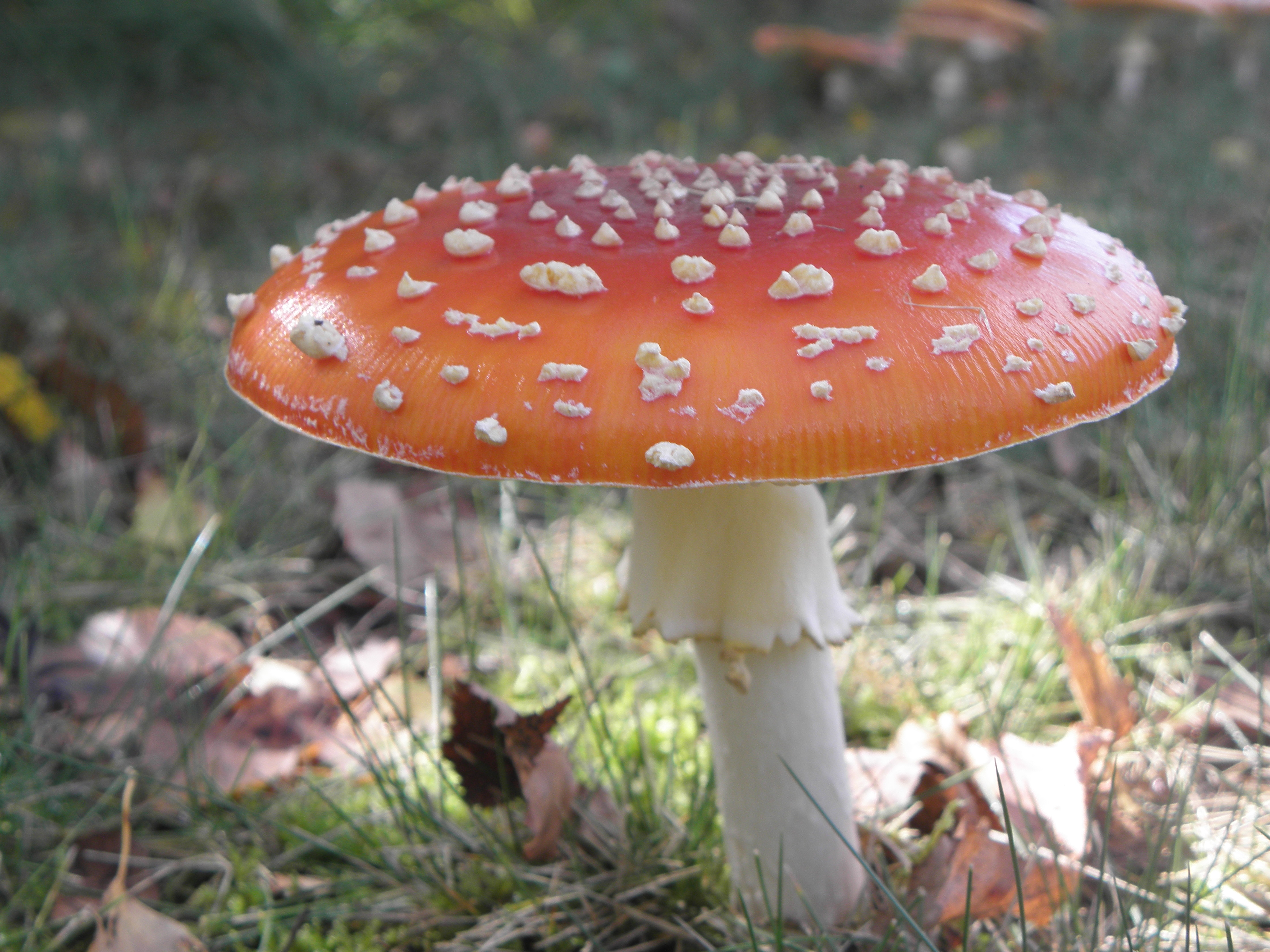
Légyölő galóca

Jelenleg kb. 100 000fajukat ismerjük, de becslések szerint akár 1,5 millió eddig ismeretlen gombafaj is létezhet.
A gombák kutatásával a mikológia foglalkozik.

### Növények és állatok
A növények (Plantae) az élőlények egyik nagy, több százezer fajt felölelő országa. A növények összessége (a Föld teljes növényzete együttvéve) a flóra.
A növényekre általában jellemző a fotoszintézis, vagyis a napfény energiáját felhasználva autotróf módon építik fel a testüket alkotó molekulákat. Találhatunk köztük ismerős élőlényeket, mint például a fák, a füvek és a páfrányok.
Arisztotelész az élőlényeket állatokra és növényekre (amelyeknek általában nincsenek érzékszerveik) osztotta.
Linné rendszerében ezek később a növényvilág (Plantae) és állatvilág (Animalia) nevet kapták.
Korábban ide sorolták a gombákat és a algákat is. A barna-, vörös- és az egyéb eukarióta moszatokat később a protiszták országába sorolták, amely azonban többszörösen parafiletikus volt. Ma a gombák külön országot alkotnak, a kékmoszatok a baktériumok közé tartoznak, a kékeszöld moszatokat és a vörösmoszatokat visszahelyezték a növények közé, a többi moszatot pedig a Chromalveolata országba sorolják.
A növényeket ma három csoportra osztják: a zöld színtestű növények (Viridiplantae) és a vörös színtestű növények (Rhodoplantae) alországára és az alországba besorolatlan kékeszöld moszatok (Glaucophyta) törzsére. Egy ideig csak a zöld növényeket tekintették a növények országának, és azt a vörösmoszatokkal és a kékeszöld moszatokkal együtt az Archaeplastida kládba sorolták. A jelenlegi rendszertan szerint tehát az Archaeplastida csoport a növényeké, ezzel a Plantae sensu lato és az Archaeplastida elvileg ekvivalens fogalmakká váltak.
Az állatok (Animalia) az eukarióta élőlények egy rendszertani országát alkotják. Az állatok törzsfejlődési szempontból monofiletikus csoportotképeznek, azaz egyetlen közös őstől származtathatók. Az állatokkal a zoológia tudománya foglalkozik.

## Anyag
Az anyag közönségesen az a szubsztancia, amiből a tárgyak állnak. Ez építi fel a megfigyelhető Világegyetemet.
A legszembetűnőbb különbség az egyes anyagok megjelenési formái között a halmazállapotuk. A legtöbb anyag lehet szilárd, folyadék vagy gáz halmazállapotú. A halmazállapoton belüli változatok esetén fázisállapotokról beszélünk, például egy szilárd anyag lehet amorf vagy kristályos többek között. További fázisállapotok a hőmérséklet és nyomás függvényében a teljesség igénye nélkül a szuperfolyékony és a plazmaállapot, ill. a neutronanyag, a hadronanyag, a kvarkanyag stb.
Az anyagoknak lehet határozott az összetételük, például ha egyféle molekulából épülnek fel, vagy egy jól definiált kristályt alkotnak. De lehetnek keverékek is, mint például az ötvözetek, vagy lehetnek teljesen heterogén, változó összetételűek is, mint sok kőzet, például a gránit.

Az atomok még őrzik az anyag kémiai tulajdonságait

## Kapcsolat az emberrel
Bár az emberek a földi létformák csekély részét teszik ki a teljes élő állományból, az ember hatása a természetre aránytalanul nagy. Az emberi hatás nagysága miatt a határok aközött, amit az ember természetnek tekint és a mesterséges környezet között nem tiszta, hacsaknem a szélsőségeket vizsgáljuk. Az olyan környezet, amelyik teljesen mentes az emberi beavatkozástól gyors mértékben fogy.
A technika fejlődése a természeti erőforrások nagyobb kiaknázását tette lehetővé és segített a természetes károk kockázatát nagyban csökkenteni. Ennek a fejlődésnek az ellenére az emberi társadalom sorsa nagyban függ a környezet változásaitól. A modern technológia használata és a környezet változása közötti összefüggéseket csak lassan értjük meg. Az ember teremtette veszélyforrások között van a környezetszennyezés, az erdőirtás és az olyan katasztrófák amelyek például az olaj kitermelés során jelennek meg. Az ember számos növény és állat kihalásában játszott aktív szerepet.
Az emberek a természetet szabadidős és gazdasági tevékenységek céljából is igénybe veszik. A természetes erőforrások ipari felhasználása a világ gazdasági rendszerének kulcsfontosságú összetevőjét jelentik. Némely tevékenység, mint a vadászat és a halászat is egyaránt szolgálnak létfenntartási és szórakozási célokat. Az étel- és energiatermelés szempontjából a természet kulcsfontosságú.
Habár az első emberek gyűjtögették az élelmezésre és gyógyászati célokra használt növényeket, a legtöbb modern ember a mezőgazdaságon keresztül tesz szert növényekre. A nagymértékű termőföldteremtő folyamatok számos növény és állat élőhelyének eltűnéséhez, valamint a talajerózió megnövekedett hatásához is vezetett.

### Esztétika és szépség
A természet szépsége időről időre visszatérő témája a művészeteknek. A természetet rendkívül sok költemény, könyv és egyéb írott anyag, valamit más művészeti alkotás, főleg kép örökíti meg. Sok esetben az erő is megjelenik a szépség mellett mint a természet fő tulajdonsága. A szépséggel kapcsolatos képzettársítást a filozófián belül az esztétika tudománya tanulmányozza. Bizonyos alapvető karakteren túl, amelyet a filozófusok szépként tudnak értékelni, a vélemények tarkasága végtelen. A természet és a vadon fontos tárgya volt a világtörténelem bizonyos korszakainak.

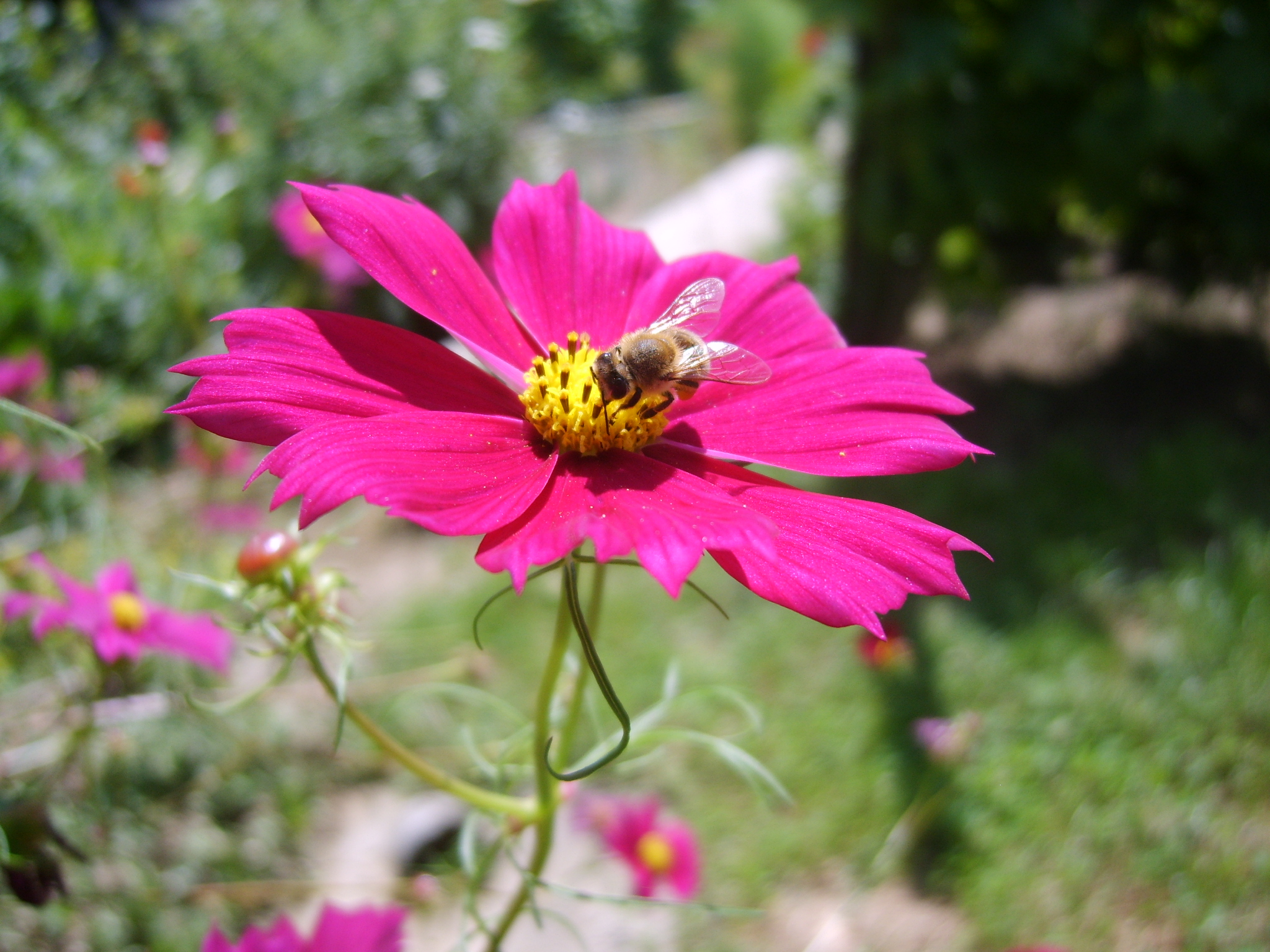
A virágok többek között a természet szépségének is szimbólumai

Bár a természeti csodákat a Zsoltárok könyve és Jób könyve is ünnepeli, a vadon bemutatása a festészeten keresztül az 1800-as években vált jelentőssé, különösen a romantikus mozgalom munkáin keresztül. Egy általános klasszikus művészeti elképzelés magában foglalja a mimelést, azaz a természet utánzását. A szépséggel kapcsolatos elképzeléseket színesíti, hogy a természet szépsége matematikai törvényeken keresztül megjelenő mintákkal is leírható.

## A Földön túl
A világegyetem (latinosan univerzum) csillagászati fogalom, minden létező összességét jelenti.
Jelenlegi ismereteink szerint a világegyetem kora 13,82 milliárd év. Az egyik legtávolabbi ténylegesen megfigyelt objektum, az UDFj-39546284 galaxis.
A világegyetemben becslések szerint 100-800 milliárd galaxis található.
Az úgynevezett multiverzum elméletek szerint több különálló világegyetem létezik, az ilyen elméletekben a „világegyetem” szó tehát nem minden létező összességét jelenti.
Az égitestek közötti légüres térséget világűrnek nevezzük. A Föld légköre és a világűr között nincs éles határ. A legáltalánosabban elfogadott határvonal a Nemzetközi Asztronautikai Szövetség által meghatározott 100 kilométeres magasság (a Kármán-vonal), de a funkcionalizmus hívei szerint a világűr ott kezdődik, ahol már létezhet orbitális mozgás. Az Amerikai Egyesült Államokban – éppen emiatt a funkcionalista nézet miatt – a 80 km magasságig eljutott pilótákat már asztronautáknak nevezik, és a világűrt megjárt egyénként jegyzik be őket.
Az űreszközök visszatérésekor 120 km magasságtól válik jelentőssé a légkör fékező hatása, a visszaúton tehát itt ér véget a világűr. A világűr területi felosztása földközpontú: bolygónktól kifelé induló térségekre osztjuk a teret az alacsony Föld körüli pályától az univerzum határáig.
Neve ellenére a világűr nem teljesen üres. Apró porszemcsék, molekulák és atomok formájában itt is van anyag, de sűrűsége olyan kicsi, amilyet a legjobb földi laboratóriumokban sem lehet előállítani. A világűrt 2,7 K hőmérsékletű kozmikus háttérsugárzás tölti be, amely az ősrobbanás egyik fontos következménye.
A világűr felfedezése 1957. október 4-én indult a Szputnyik–1 felbocsátásával, és azóta is töretlenül halad. A holdra szállás az Apollo-programban, a vízfelfedezése a Marson, esetleg a heliopauzát elérő Voyager szondák kiemelkedő eredmények voltak, de mellettük számos más, az űr megismerését szolgáló, kevésbé látványos program is futott. Ezek a programok ötven év alatt több tudást adtak kezünkbe a világegyetemről, mint amennyit az előző több ezer évben tanultunk róla.

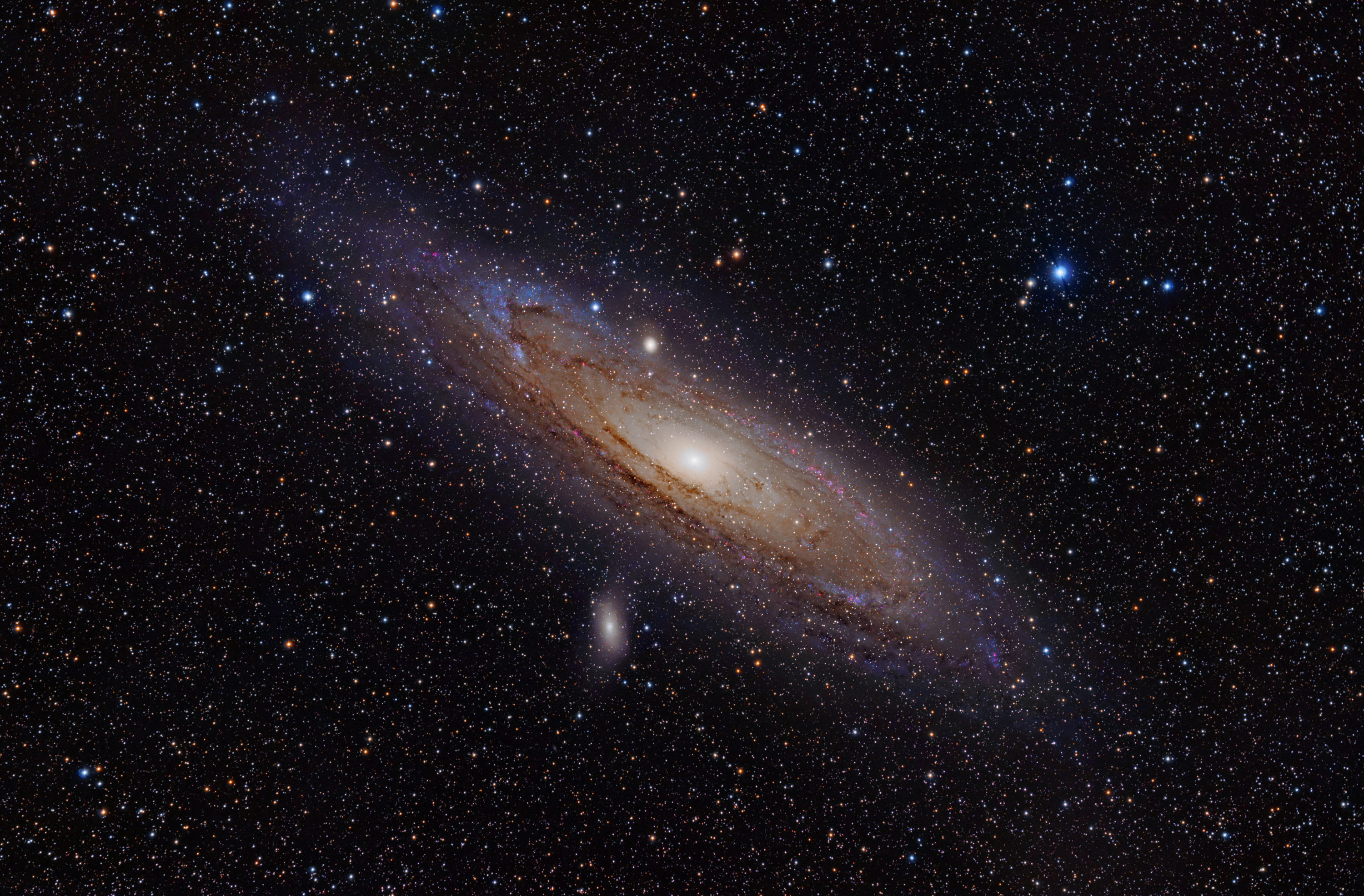
Az Androméda Galaxis

A földön kívüli élet az élet olyan formája, mely nem a Földön keletkezett.
Létezését jelenleg sem bizonyítani, sem egyértelműen kizárni nem lehet, bár az valószínű, hogy nem csak a Földön alakult ki élet, így a kérdés elsősorban arra vonatkozik, hogy az élet megjelenése milyen gyakori az univerzumban. A közvetlen bizonyítékok hiánya ellenére a földön kívüli élet hipotézise kutatható, egyrészt az élet fennmaradásához szükséges környezetek, másrészt az élethez szükséges, vagy az általa termelt (biogén) anyagok felfedezésével. A földön kívüli élet kutatásával az asztrobiológia tudománya foglalkozik.
A földön kívüli életről szóló elképzelések a földi kultúrában jelentős szerepet játszanak modern korunkban. Ez nem csak a tudományos-fantasztikus irodalomban, hanem más területeken is így van.
Földönkívülinek nevezzük azokat az élőlényeket, amelyek a mi bolygónkon, a Földön kívül léteznek, vagy onnan származnak. Létezésük hipotetikus: jelenleg nincs döntő bizonyíték sem a földönkívüli élet létezéséről, sem cáfolatáról, ugyanakkor számos tudós legalábbis valószínűnek tartja létezésüket. Többen egyenesen kizártnak tartják, hogy ne lennének még valahol élőlények az univerzumban. Összességében létezésük igazolása csak következtetéseken alapul. A földönkívüli lények megjelenését tekintve vannak humanoid-elképzelések, hatalmas, vagy egzotikus szörnyekről szóló elképzelések, és különféle, kevésbé hatásvadász elképzelések baktériumokról, vírusokról, illetve a földi életformától teljesen eltérő lehetőségekről. A földönkívüli lények leírásával foglalkozó tudomány az exobiológia (görögül: az élet lehetőségeinek és megjelenési formáinak tanulmányozása más égitesteken).

## Fordítás
- Ez a szócikk részben vagy egészben  a   Nature című angol Wikipédia-szócikk ezen változatának fordításán alapul.  Az eredeti cikk szerkesztőit annak laptörténete sorolja fel. Ez a jelzés csupán a megfogalmazás eredetét és a szerzői jogokat jelzi, nem szolgál a cikkben szereplő információk forrásmegjelöléseként.